# Rakitan
Koordinati:   43°39′38″N, 15°53′11″E
Rakitan je majhen nenaseljen otoček šibeniškega arhipelaga v srednji Dalmaciji (Hrvaška).
Rakitan leži jugovzhodno od Zlarina med otočkoma Oblik in Drvenik. Njegova površina meri 0,115 km². Dolžina obalnega pasu je 1,33 km. Najvišji vrh je visok 30 mnm.